# Jean-Gérard Gwezenneg
Jean-Gérard Gwezenneg, né à Rennes le 2 novembre 1941, est un artiste plasticien français.

## Biographie
Après des études artistiques à Paris, J.G. Gwezenneg s'installe à Teurthéville-Hague. Sa production singulière faite de gravures, de sculptures, de peintures nous renvoie à nos propres vanités. Les os d'animaux qu'il intègre régulièrement dans ses productions nous interrogent en fait sur notre propre devenir. Il a été intervenant en gravure pendant de nombreuses années à l'école des beaux-arts de Cherbourg.
J.G Gwezenneg entretient une relation toute particulière aux matières mortes. Il semble vouloir, par sa pratique plastique, conjurer la mort en collectant et assemblant des morceaux d'épaves, des corps d'animaux, des ossements, qu'il régénère en les assemblant en de grandes compositions organiques. Il leur insuffle ainsi en les magnifiant une vie nouvelle, artistique, créant des sortes de reliquaires profanes à vocation esthétique.

## Expositions
Son œuvre, plastique, singulière et poétique, est régulièrement exposée en Normandie, à Cherbourg au théâtre notamment, mais aussi dans des galeries en France (galerie Art et Design.com, galerie Au Passeur, comme à l'étranger.

### Quelques expositions personnelles
- 2014 : Galerie du Présidial, Quimperlé[6]
- 2010 : Église Notre-Dame, Portbail
- 2007 : Manoir du Tourp, Omonville-la-Rogue[7]
- 2006 : Galerie Bleue, Saint-Michel-en-Grève
- 2004 : Château des Ducs, Mortemart, Limoges
- 2003 : Musée d'art moderne Richard-Anacréon, Granville
- 2000 : Fondation Taylor, Paris
- 2000 : Musée de Saint-Amand-les-Eaux, Valenciennes
- 1999 : Centre d'art Passerelle Brest
- 1995 : Musée Thomas-Henry, Cherbourg
- 1995 : Galerie Daniel-Gautier, Québec
- 1995 : Artothèque de Cherbourg
- 1993 : Galerie du Paradis, Lisieux
- 1993 : Galerie la Hune, Paris
- 1992 : Prieuré Saint-Michel, Vimoutiers
- 1991 : Musée de Saint-Lô
- 1989 : Centre culturel de Cherbourg
- 1978 : Festival du fantastique, Avoriaz
- 1978 : Bibliothèque nationale de France, Paris, « 5 ans d'acquisitions »
- 1978 : Salon du dessin, Grand Palais, Paris
- 1975 : La Fiac, Paris
- 1974 : La Fiac, Paris

## Collections
Son œuvre est représentée dans plusieurs collections de musées, dans celles du FRAC Auvergne et du FRAC Basse-Normandie (Trace) et institutions (Artothèque de Caen, collection Art postal) ainsi que dans des collections privées (collection Sotta).

## Publications
- Gwezenneg, œuvres 1958-2012, éditions Isoetes, 2013
- La Fin de l'archipel, 2007, éditions Isoetes
- Pour la chair de l'île, 2006, éditions Océane
- Petit Tas d'épitaphe, 2008, éditions Caractères
- Œuvre gravé 1976-1991
- Cycle Obscur des Song, 2004, éditions Le pied d'Argent
- Mal mer, 2000, éditions Instant Perpétuel
- Aggravage, 1999, éditions Barde la Lézard
- Larves et lémures, 1996, éditions Folle Avoine
- Via, 1996, éditions Orpailleur
- Follium, 1993, éditions Orpailleur
- Goury lieu d'épaves, 1992, éditions Richard Quémerais
- Empreinte, 1992, éditions Motus
- Littorine, 1991, éditions Motus
- Les Frontières n'arrêtent pas les nuages, 1987, éditions le Grap
- OE, avec François Laur, 1983
- Transphallie, 1979, édition les Impénitents

### Presse
- Guy Allix, « L'univers de J.G. Gwezenneg : un art vivant de la mort », Unidivers,‎ 12 mars 2014 (lire en ligne, consulté le 20 décembre 2017).
- J.G Gwezenneg dans Ouest-France : musée Barbey (2011), galerie Ber (2010), Portbail (2010).
- J.G Gwezennec dans la revue Frisson esthétique

### Reportages télévisés
- 1991 : Gwezenneg, guetteur des origines, de Th. Durand et A. Servant
- 1993 : La Hague, de la grève à l'atelier, 8 min, Pascal Vannier, FR3 Caen
- 1993 : La mer, la grève, l'atelier, Sophie Bontemps, Thalassa
- 1994 : Des épaves d'Hague, dans Pêche d'Enfer, France 2
- 1998 : Visite à l'atelier d'Hague, Bayerisher Rundfunk Munich
- 2002 : Journal de 13 heures, TF1
- 2003 : L'Échappée belle, La Hague, Antoine Alain
- 2004 : La ruée vers l'air, France 3
- 2005 : Le Raz Blanchard, France 3

### Autres
- J.G Gwezenneg sur Arts-up.
- Portraits de J.G Gwezenneg.
- Conférence de J.G Gwezenneg.
- Pointes-sèches de J.G Gwezenneg sur Élan d'Arts.